# Zasłonak zmiennokształtny

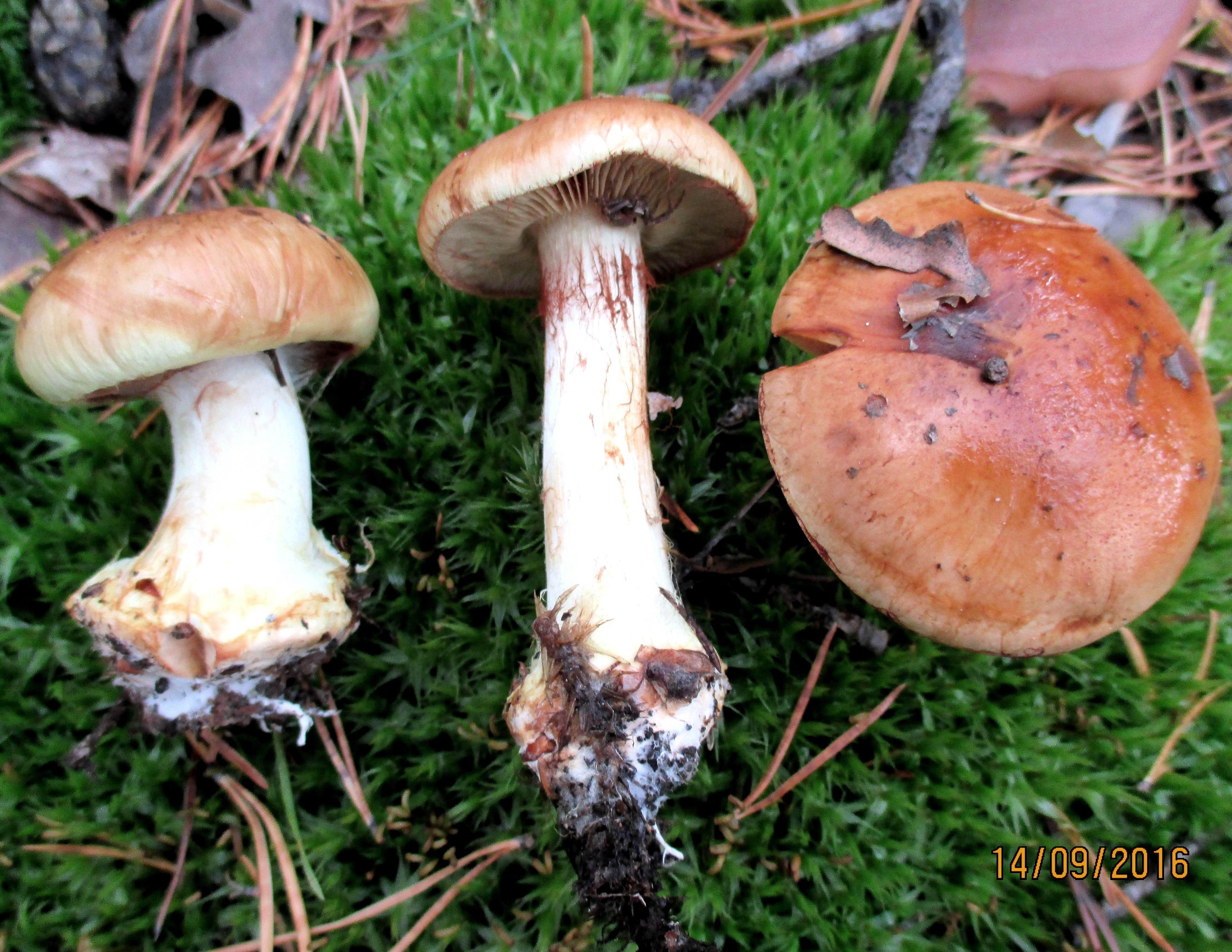

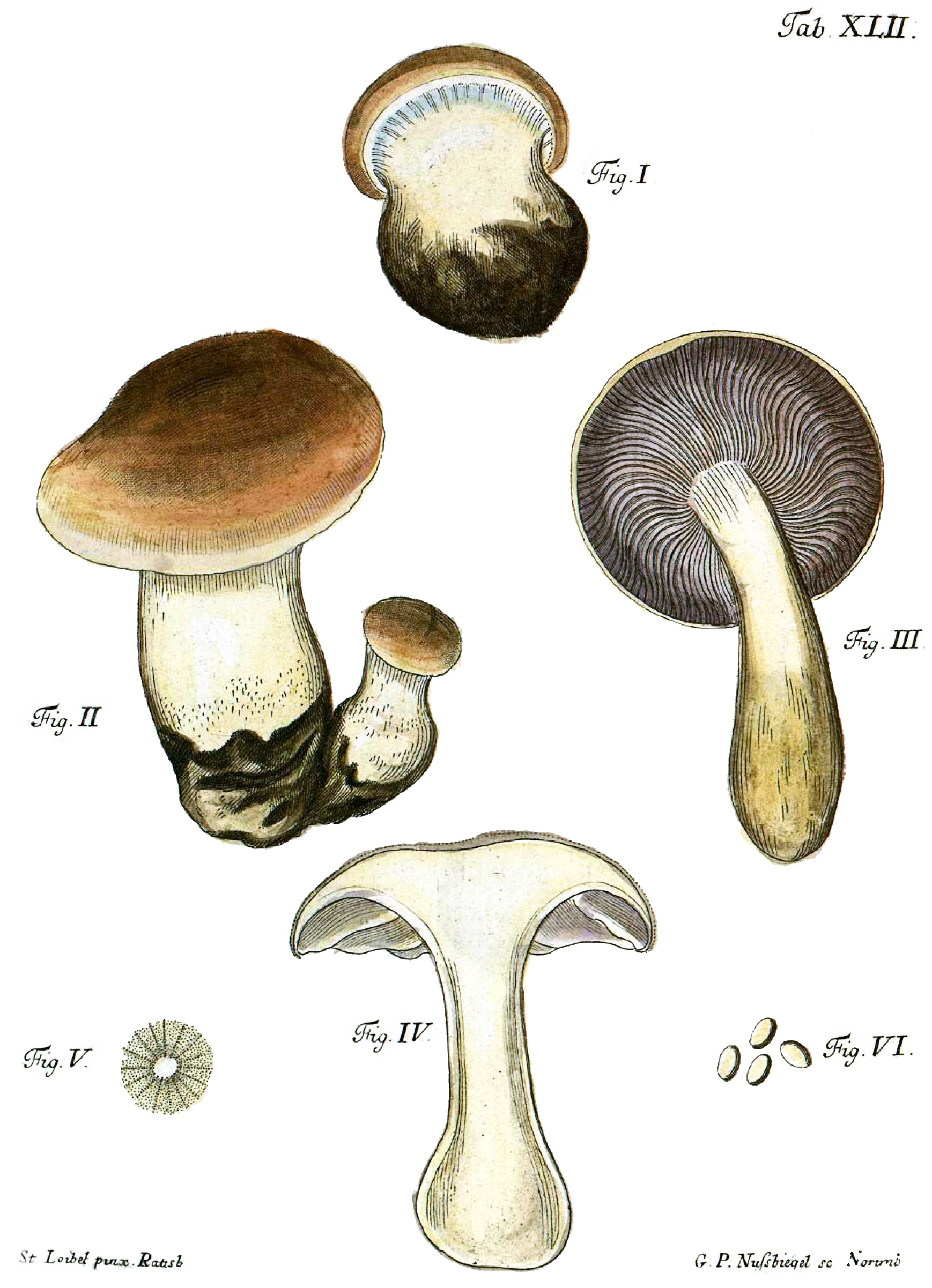

Zasłonak zmiennokształtny (Thaxterogaster multiformis (Fr.) Niskanen & Liimat.) – gatunek grzybów należący do rodziny zasłonakowatych (Cortinariaceae).

## Systematyka i nazewnictwo
Pozycja w klasyfikacji według Index Fungorum: Thaxterogaster, Cortinariaceae, Agaricales, Agaricomycetidae, Agaricomycetes, Agaricomycotina, Basidiomycota, Fungi.
Po raz pierwszy opisał go w 1838 r. Elias Fries, nadając mu nazwę Agaricus multiformis. W 2022 r. Tuula Niskanen i Kare Liimatainen przenieśli go do rodzaju Thaxterogaster
Niektóre synonimy:

- Cortinarius multiformis Fr. 1838
- Cortinarius multiformis Fr. 1838 f. multiformis
- Cortinarius multiformis subsp. gracilior Jul. Schäff. 1949
- Cortinarius multiformis Fr. subsp. multiformis 1838
- Cortinarius multiformis var. balius Secr. 1833
- Cortinarius multiformis var. caesiophyllus Moënne-Locc. 2006
- Cortinarius multiformis Fr. 1838 var. multiformis
- Gomphos multiformis (Fr.) Kuntze 1891
- Phlegmacium multiforme (Fr.) Wünsche 1877[2].

Polską nazwę zaproponował Władysław Wojewoda w 2003 r., wcześniej gatunek ten opisywany był przez niego jak zasłonak oszroniony, Stanisława Domańskiego jako zasłonak wielokształtny i Andrzeja Nespiaka jako zasłonak obmyty. Wszystkie te nazwy są niespójne z aktualną nazwą naukową.

## Morfologia
Kapelusz
Średnica 4–8 cm, początkowo półkulisty potem łukowaty, w końcu spłaszczony z charakterystycznym płaskim wierzchołkiem. Brzegi często pomarszczone. Powierzchnia początkowo srebrzystozamszowa, potem oszroniona. W stanie suchym jest gładka, matowa, żółtawa, pomarańczowoochrowa do ochrowobrązowej, w stanie wilgotnym błyszcząca i lepka.
Blaszki
Przyrośnięte, szerokie, początkowo białawe, potem białogliniaste, w końcu rdzawobrązowe.
Trzon
Wysokość 4–7 cm, grubość 1–1,5 cm, pełny, sprężysty, walcowaty, z wyraźną bulwą w podstawie. Powierzchnia początkowo biaława pokryta podłużnie białymi włókienkami, potem ochrowobrązowa. Bulwa cały czas biaława.
Miąższ grzyba
Gruby, białawy. Smak niewyraźny, zapach słodkawy, miodowy, zwłaszcza w trzonie.
Cechy mikroskopowe
Bazydiospory 8–10 × 5–6 μm, elipsoidalne, słabo brodawkowate. Brak pleurocystyd i cheilocystyd, ale występują komórki o kształcie od cylindrycznego do maczugowatego. Skórka zbudowana ze zwartych, ochrowych strzępek.
Gatunki podobne
Istnieje wiele gatunków zasłonaków o żółtej barwie. Ich oznaczenie jest trudne. Gatunki te różnią się m.in. barwą osłony, barwą blaszek i miąższu oraz obrzeżeniem bulwki na trzonie. Podobne są m.in.:
- zasłonak ceglastożółty (Cortinarius varius). Ma powierzchnię gładka, śliską i lepką, trzon pałkowaty, ale nie tak wyraźnie bulwiasty[6]
- zasłonak zawoalowany (Cortinarius claricolor). U młodych owocników blaszki są białe lub kremowe[4].
- zasłonak piękny (Cortinarius splendens). Jest śmiertelnie trujący. Na kapeluszu młode owocniki posiadają rdzawobrązowe lub oliwkowobrązowe resztki osłony. Na trzonie bulwa z odstającym kantem[6],
- zasłonak strojny (Cortinarius calochrous) występujący na takich samych siedliskach i w tej samej porze roku[6].

## Występowanie i siedlisko
Znane są jego stanowiska w Ameryce Północnej, Europie, Maroku, Korei i Japonii. W Europie jest szeroko rozprzestrzeniony; występuje od Hiszpanii przez Anglię, Islandię po północne wybrzeża Półwyspu Skandynawskiego, brak go tylko w Europie Południowo-wschodniej. W piśmiennictwie naukowym na terenie Polski do 2003 r. podano 7 stanowisk. W Polsce jest rzadki. Znajduje się na Czerwonej liście roślin i grzybów Polski. Ma status R – gatunek potencjalnie zagrożony z powodu ograniczonego zasięgu geograficznego i małych obszarów siedliskowych.
Grzyb mykoryzowy naziemny. Rośnie w lasach iglastych i mieszanych, najczęściej w lasach górskich i podgórskich pod świerkami, ale czasami także w lasach liściastych. Szczególnie często spotykany jest na kwaśnych glebach bielicowych. W niektórych atlasach grzybów jest opisywany jako grzyb jadalny. Odradza się jednak jego zbieranie, jest bowiem trudny do odróżnienia od innych, trujących zasłonaków.